# USS Koiner (DE-331)
«Койнер» (англ. USS Koiner (DE-331) — військовий корабель, ескортний міноносець класу «Едсалл» військово-морських сил США за часів Другої світової війни.
«Койнер» був закладений 26 липня 1943 року на верфі Consolidated Steel Corporation в Оранджі, у штаті Техас, де 5 жовтня 1943 року корабель був спущений на воду. 27 грудня 1943 року він увійшов до складу ВМС США.
Ескортний міноносець «Койнер» брав участь у бойових діях на морі в Другій світовій війні, супроводжував транспортні конвої союзників в Атлантиці. За час війни брав участь у затопленні у взаємодії з іншими протичовновими кораблями німецького підводного човна U-869.
За бойові заслуги, проявлену мужність та стійкість екіпажу в боях «Койнер» удостоєний медалей «За Європейсько-Африкансько-Близькосхідну», «За Азійсько-Тихоокеанську», «За Американську кампанії» і Перемоги у Другій світовій війні.

## Історія служби
11 лютого 1945 року американські ескортні міноносці «Говард Кроу» і «Койнер» виявили поблизу східного узбережжя США неподалік від Нью-Джерсі німецький підводний човен U-869, який був скоординованою атакою потоплений. Всі 56 членів екіпажу німецької субмарини загинули.